# Kupin (powiat elbląski)
Kupin – wieś w Polsce położona w województwie warmińsko-mazurskim, w powiecie elbląskim, w gminie Pasłęk.
| SIMC    | Nazwa     | Rodzaj    |
| ------- | --------- | --------- |
| 0154424 | Zakrzewko | część wsi |

W latach 1975–1998 miejscowość należała administracyjnie do województwa elbląskiego.